# Real Academia de Ciencias Morales y Políticas
Para Francia, véase Academia de Ciencias Morales y Políticas (Francia)
La Real Academia de Ciencias Morales y Políticas es una institución científica autónoma de carácter público vinculada al Ministerio de Ciencia e Innovación de España. El Real Decreto que aprueba sus vigentes Estatutos define su naturaleza jurídica como “una corporación de derecho público, con personalidad jurídica propia y capacidad de obrar, de ámbito nacional” (art. 1 de sus Estatutos).
La Real Academia de Ciencias Morales y Políticas fue creada a los veinte días de aprobarse la Ley de Instrucción Pública de 1857 (Ley Moyano), por Real Decreto del 30 de septiembre de 1857 durante el reinado de Isabel II de España. Es la quinta Real Academia por antigüedad, precedida de la Real Academia Española, R.A. de Bellas Artes de San Fernando, R.A. de la Historia y por la R. A. de Ciencias Exactas, Físicas y Naturales. Es una de las 10 Academias nacionales de España que conforman el Instituto de España de relevancia constitucional, cuyo alto patronazgo ostenta el rey de España Felipe VI (art. 62. j de la Constitución española). 
El objetivo perseguido fue reunir al movimiento político y social de la época. Así se incorporaron destacados políticos de la época isabelina como el progresista Salustiano Olózaga o los más moderados Juan Bravo Murillo y Modesto Lafuente, junto a investigadores de las ciencias sociales.
La Academia se compone actualmente de 44 medallas o miembros numerarios; son elegidos por el Pleno de la Academia, previa presentación del candidato por tres miembros numerarios de la Academia. Las plazas vacantes se convocan en el Boletín Oficial del Estado. La Directiva de la Academia está compuesta por un presidente y cinco miembros que ejercen las funciones ejecutivas y velan por el cumplimiento de los Estatutos y Reglamento interno. La Academia cuenta con cuatro Secciones: Ciencias Filosóficas, Ciencias Políticas y Jurídicas, Ciencias Sociales y Ciencias Económicas. Desde 2022 está presidida por Benigno Pendás García. 
La sede de la academia es la Casa y Torre de los Lujanes, el edificio civil más antiguo de Madrid, donde se realizan los plenos semanales de los martes dedicados al estudio y debate académico, y donde se realizan las conferencias, presentaciones y actos abiertos al público. La biblioteca, con 140.000 volúmenes más 60.000 cedidos, de consulta para investigadores, es de referencia en el área de las ciencias sociales.

## Miembros
Desde 1857 han sido elegidos miembros de esta Real Academia grandes personalidades: un jefe del Estado (Niceto Alcalá-Zamora), numerosos presidentes del Consejo de Ministros o Gobierno de España (así, Francisco Martínez de la Rosa, Francisco Silvela, Eugenio Montero Ríos, Segismundo Moret, Eduardo Dato e Iradier, José Canalejas y Méndez, Antonio Maura, José Sánchez-Guerra; Leopoldo Calvo-Sotelo ha sido el último de los jefes de Gobierno miembro de la Academia). 
En torno a 40 académicos elegidos han sido presidentes del Congreso y del Senado. Entre ellos, Manuel Alonso Martínez, Juan Bravo Murillo, Antonio Cánovas del Castillo, Eduardo Dato, Raimundo Fernández Villaverde, Antonio de los Ríos Rosas, Julián Besteiro Fernández o Landelino Lavilla Alsina.
También destaca por haber elegido a juristas que han desempeñado el cargo de presidentes del Tribunal Constitucional (Manuel García Pelayo, Manuel Jiménez de Parga, María Emilia Casas Baamonde), a 10 presidentes del Tribunal Supremo y a 15 gobernadores del Banco de España. 

### Presidentes de la Academia
- Pedro José Pidal y Carniado (1857-1865)
- Lorenzo Arrazola y García (1866-1868)
- Florencio Rodríguez Vaamonde (1869-1886)
- Manuel García Barzanallana (1886-1892)
- Francisco de Cárdenas y Espejo (1892-1898)
- Laureano Figuerola y Ballester (1898-1903)
- Antonio Aguilar y Correa (1903-1908)
- Alejandro Groizard y Gómez de la Serna (1908-1919)
- Joaquín Sánchez de Toca y Calvo (1919-1936)
- Antonio Goicoechea Cosculluela (1939-1953)
- José Gascón y Marín (1953-1962)
- José María de Yanguas Messía (1962-1974)
- Alfonso García Valdecasas (1974-1984)
- Luis Díez del Corral y Pedruzo (1984-1990)
- Enrique Fuentes Quintana (1990-2007)
- Sabino Fernández Campo (2007-2009)
- Marcelino Oreja Aguirre (2009-2014)
- Juan Velarde Fuertes (2015-2018)
- Miguel Herrero y Rodríguez de Miñón (2019-2021)
- Benigno Pendás García (2022-2024)

### Académicos numerarios en 2023 por orden alfabético
- Arana Cañedo-Argüelles, Juan
- Campo Urbano, Salustiano del
- Carpintero Capell, Heliodoro
- Carreras Serra, Francesc de
- Casas Baamonde, María Emilia
- Cerezo Galán, Pedro
- Cortina Orts, Adela
- Díez Nicolás, Juan
- Enseñat y Berea, Amador
- Espinosa Alejos, Paz
- García Delgado, José Luis
- García-Baró López, Miguel
- González de Cardedal, Olegario
- González-Páramo Martínez-Murillo, José Manuel
- Gracia Guillén, Diego
- Herrero y Rodríguez de Miñón, Miguel
- Iglesias de Ussel, Julio
- Lamo de Espinosa Michels de Champourcin, Emilio
- López Quintás, Alfonso
- Lucas Murillo de la Cueva, Pablo
- Mangas Martin, Araceli
- Martín Villa, Rodolfo
- Morodo Leoncio, Raúl
- Muñoz Machado, Santiago
- Negro Pavón, Dalmacio
- Novales Cinca, Alfonso
- Ollero Tassara, Andrés
- Oreja Aguirre, Marcelino
- Pendás García, Benigno
- Robles Morchón, Gregorio
- Rouco Varela, Antonio María
- Sanmartín Arce, Ricardo
- Santamaría Pastor, Juan Alfonso
- Schwartz Girón, Pedro
- Segura Sánchez, Julio
- Serrano Sanz, José María
- Solé Puig, Carlota
- Suárez González, Fernando
- Tamames Gómez, Ramón
- Terceiro Lomba, Jaime
- Vallespín Oña, Fernando
- Villar Mir, Juan-Miguel